# Cinnyris stuhlmanni
El suimanga de Stuhlmann (Cinnyris stuhlmanni) es una especie de ave paseriforme de la familia Nectariniidae endémica de las montañas del oeste de la región de los Grandes Lagos de África.